# Верхній Женвай
Верхній Женва́й (рос. Верхний Женвай) — присілок в Зав'яловському районі Удмуртії, Росія.
Знаходиться на невеликій річці, правій притоці Постолки. Розташоване на південний захід від присілка Середній Постол, у крайньому південно-західному кутку всього Зав'яловського району.

## Населення
Населення — 269 осіб (2012; 345 в 2010).
Національний склад станом на 2002 рік:
- удмурти — 97 %

## Урбаноніми[3]
- вулиці — Ветеранів, Клубна, Південна, Польова, Урал, Фермівська, Шкільна